# Socjaldemokraci (Słowenia)
Socjaldemokraci (słoweń. Socialni demokrati, SD) – słoweńska centrolewicowa i socjaldemokratyczna partia polityczna, działająca od 1993, wywodząca się z kręgów postkomunistycznych. Do 2005 występowała pod nazwą Zjednoczona Lista Socjaldemokratów (słoweń. Združena lista socialnih demokratov, ZLSD). Ugrupowanie należy do Partii Europejskich Socjalistów. Jego europosłowie dołączyli do frakcji S&D.

## Historia
Początki partii wiążą się z przemianami w partii komunistycznej, która na początku 1990 przyjęła nazwę Partia Demokratycznego Odnowienia (Stranka demokratične prenove), przegrywając w tym samym roku wybory parlamentarne z demokratami z koalicji DEMOS. Postkomuniści pozostali w opozycji do rządu premiera Lojzego Peterle. W 1992 poparli nowy gabinet, na którego czele stanął liberał Janez Drnovšek, zmienili też nazwę na Odnowienie Socjaldemokratyczne (Socialdemokratska prenova). Przed wyborami parlamentarnymi powołali wraz z trzema małymi partiami (Związkiem Socjaldemokratycznym, Robotniczą Partią Słowenii i partią emerytów) koalicję Zjednoczona Lista. Blok ten do 1996 pozostawał partnerem rządzących liberałów. 29 maja 1993 partie koalicyjne utworzyły jednolitą Zjednoczoną Listę Socjaldemokratów, wkrótce jednak doszło do reaktywacji Demokratycznej Partii Emerytów Słowenii.
Od 1996 do 2000 ZLSD pozostawała w opozycji, następne cztery lata współtworzyła kolejne rządy z Liberalną Demokracją. Mimo porażki w 2004 i ponownej utraty władzy, partia zaczęła uzyskiwać coraz większe poparcie. W kwietniu 2005 ugrupowanie przyjęło nową nazwę Socjaldemokraci. W związku z kryzysem w LDS (część liberałów, m.in. były premier Anton Rop, przeszła wówczas do socjaldemokratów) stała się wkrótce główną siłą opozycyjną. W 2007 popierany przez SD Danilo Türk został prezydentem Słowenii, zaś rok później ugrupowanie wygrało nieznacznie wybory parlamentarne, zaś jego lider, Borut Pahor, stanął na czele rządu. W 2011 doszło do upadku koalicji rządowej i przedterminowych wyborów krajowych, w których Socjaldemokraci stracili blisko 2/3 mandatów i od lutego 2012 znaleźli się w opozycji.
W czerwcu 2012 nowym przewodniczącym partii został wybrany Igor Lukšič. W grudniu 2012 Borut Pahor zwyciężył natomiast w wyborach prezydenckich, a w marcu 2013 partia współtworzyła nowy gabinet z Alenką Bratušek na czele (jej działacz Janko Veber został przewodniczącym parlamentu). W maju 2014 po słabym wyniku socjaldemokratów w wyborach europejskich Igor Lukšič zrezygnował z kierowania ugrupowaniem, a jego miejsce zajął Dejan Židan. W przedterminowych wyborach, które odbyły w lipcu 2014, SD osiągnęli najgorszy wynik w swej historii, zdobywając niespełna 6% procent głosów, we wrześniu tegoż roku współtworzyli koalicyjny rząd Mira Cerara.
W wyniku wyborów parlamentarnych w czerwcu 2018 SD zajęli trzecie miejsce, zdobywając niespełna 10% głosów i 10 mandatów w parlamencie. Ugrupowanie dołączyło następnie do koalicji tworzącej gabinet Marjana Šarca, zaś przewodniczący SD Dejan Židan w sierpniu tegoż roku został nowym przewodniczącym parlamentu. W 2020 ugrupowanie przeszło do opozycji wobec nowej parlamentarnej większości, która utworzyła gabinet Janeza Janšy. W wyborach w 2022 do Zgromadzenia Państwowego partia wprowadziła 7 swoich przedstawicieli. W tymże roku podpisała porozumienie koalicyjne celem powołania rządu Roberta Goloba.

## Wyniki wyborcze
Wybory do Zgromadzenia Narodowego:
- 1990: 17,3% głosów, 14 mandatów (jako Partia Demokratycznego Odnowienia)
- 1992: 13,6% głosów, 14 mandatów (jako Zjednoczona Lista)
- 1996: 9,0% głosów, 9 mandatów
- 2000: 12,1% głosów, 11 mandatów
- 2004: 10,2% głosów, 10 mandatów
- 2008: 30,5% głosów, 29 mandatów
- 2011: 10,5% głosów, 10 mandatów
- 2014: 5,9% głosów, 6 mandatów
- 2018: 9,9% głosów, 10 mandatów
- 2022: 6,7% głosów, 7 mandatów[6]

W wyborach do Parlamentu Europejskiego partia uzyskiwała po jednym mandacie (2004, 2014, 2024) lub po dwa mandaty (2009, 2019).

## Przewodniczący
- 1990–1993: Ciril Ribičič
- 1993–1993: Peter Bekeš
- 1993–1997: Janez Kocijančič
- 1997–2012: Borut Pahor
- 2012–2014: Igor Lukšič
- 2014–2020: Dejan Židan
- 2020–2024: Tanja Fajon[11][12]
- od 2024: Matjaž Han[12]